# Угримов, Леонтий Дмитриевич
Лео́нтий Дми́триевич Угримов (1700, Тюменский уезд, Тобольский разряд — 1750, Екатеринбург) — российский военный офицер и дипломат, в 1739—1744 годах исполнял обязанности Главного командира Уральских горных заводов в Екатеринбурге.

## Биография
Родился в 1700 году в семье тобольских и тюменских дворян. Служил в Тобольском пехотном полку в звании майора.
В 1731 году поступил на службу в Коллегию иностранных дел. В том же году во время поездки с китайским посольством в Джунгарию был проездом в Екатеринбурге. В ходе посольства Угримов договорился об освобождении русских пленных, захваченных ойратами. Но торговый договор с Джунгарией заключён не был.
С 1734 года служил горным офицером на Уральских и Сибирских заводах. На постоянную службу в Екатеринбург приехал в команде В. Н. Татищева в чине майора. В Канцелярии главного горного правления Уральских заводов составлял описи казённых и частных заводов, а также проводил переписи горнозаводского населения. 30 июня 1735 года Канцелярией было принято решение о передаче демидовских Колывано-Воскресенских заводов в казённое управление, соответствующий приказ был отдан Угримову, который в течение 1735—1736 годов фактически руководил заводами и производил перепись заводского населения. В мае 1735 года выплавка меди на Колывано-Воскресенском заводе прекратилась, а горная администрация во главе с Угримовым направилась в Красноярский уезд для организации строительства Красноярских заводов.
Под руководством Татищева Угримов также отвечал за реорганизацию системы надзора за частными горными заводами.
С 1737 года Леонтий Дмитриевич являлся членом Канцелярии Главного правления заводов. После отъезда А. Ф. Хрущёва из Екатеринбурга в том же 1737 году Угримов фактически выполнял обязанности Главного командира Уральских горных заводов, официально заняв этот пост в 1739 году.
Возглавляя горную администрацию на Урале, Угримов организовывал военные походы и оборонительные операции в ходе башкирского восстания. Также Угримов завершил начатые Татищевым проекты по строительству в Екатеринбурге первых каменных зданий Канцелярии Главного правления заводов, Гостиного двора, провёл реконструкцию Екатеринбургской крепости.
Историки отмечают, что Угримов не был специалистом но горному делу, в результате чего казённые заводы в период его руководства испытывали сложности в финансировании.
В 1743 году Леонтий Дмитриевич переболей цингой, после чего был отозван на службу в Коллегию иностранных дел в чине подполковника и вновь направлен послом в Джунгарию.
В 1748 году вернулся в Екатеринбург для руководства изъятием из обращения и переплавкой мелкой серебряной монеты.